# Александров Анатолій Михайлович
Анатолій Михайлович Александров (15 грудня 1937 — січень 2001) — український радянський футболіст, півзахисник.

## Біографія
Вихованець київської дитчо-юнацької спортивної школи № 1. В елітному радянському дивізіоні захищав кольори київського «Динамо» і харківського «Авангарда». Більшу частину футбольної кар'єри провів у складі вінницького «Локомотива», котрий у той час був одним з лідерів серед українських команд класу «Б». Також грав і в житомирському «Автомобілісті».
11 жовтня 1964 року захищав кольори збірної УРСР проти молодіжної команди Німецької Демократичної Республіки. Матч на Центральному стадіоні Києва завершився перемогою господарів — 2:0 (відзначилися Варга і Лобановський). У складі української команди грали: Василь Гургач, Іван Вагнер, Сергій Круликовський, Анатолій Норов, Анатолій Александров, Володимир Левченко, Степан Варга, Анатолій Пузач (Георгій Кржичевський), Іштван Секеч, Валентин Левченко (Євген Корнієнко, Михайло Єрогов), Валерій Лобановський.

## Досягнення
- 1959 — переможець 4-ї групи класу «Б»
- 1960 — 3-4 місце в чемпіонаті УРСР (серед команд класу «Б»)
- 1961 — 3-є місце в чемпіонаті УРСР (серед команд класу «Б»)
- 1964 — переможець чемпіонату УРСР (серед команд класу «Б»)

## Статистика
| Сезон                 | Команда               | Чемпіонат             | Чемпіонат | Чемпіонат | Кубок | Кубок |
| Сезон                 | Команда               | Ліга                  | Ігри      | Голи      | Ігри  | Голи  |
| --------------------- | --------------------- | --------------------- | --------- | --------- | ----- | ----- |
| 1957                  | «Динамо»              | Д-1                   | 2         | 0         | —     | —     |
| 1958                  | «Локомотив»           | Д-2                   | 30        | 6         | 4     | 1     |
| 1959                  | «Локомотив»           | Д-2                   | 28        | 7         | 3     | 0     |
| 1960                  | «Локомотив»           | Д-2                   | 31        | 2         | —     | —     |
| 1961                  | «Локомотив»           | Д-2                   | 33        | 6         | 2     | 0     |
| 1962                  | «Локомотив»           | Д-2                   | 24        | 9         | 2     | 1     |
| 1962                  | «Авангард»            | Д-1                   | 13        | 2         | —     | —     |
| 1963                  | «Авангард»            | Д-1                   | 36        | 1         | —     | —     |
| 1964                  | «Локомотив»           | Д-3                   | 37        | 4         | 3     | 1     |
| 1965                  | «Локомотив»           | Д-2                   | 44        | 8         | 2     |       |
| 1966                  | «Локомотив»           | Д-2                   | 27        | 0         | 2     |       |
| 1967                  | «Локомотив»           | Д-2                   | 35        | 2         |       |       |
| Усього за «Локомотив» | Усього за «Локомотив» | Усього за «Локомотив» | 289       | 44        | 18    | 3     |
| 1968                  | «Автомобіліст»        | Д-2                   | 38        | 1         |       | 1     |
| 1969                  | «Автомобіліст»        | Д-2                   | 39        | 4         | 2     | 0     |
| Усього за кар'єру     | Усього за кар'єру     | Д-2                   | 329       | 45        | 21    | 4     |
| Усього за кар'єру     | Усього за кар'єру     | Д-1                   | 51        | 3         | 21    | 4     |